# Бела марамица
„Бела марамица” је југословенски кратки филм из 1957. године. Режирао га је Војислав Ракоњац Кокан који је написао и сценарио.

## Улоге
| Глумац             | Улога |
| ------------------ | ----- |
| Јелена Газикаловић |       |
| Милка Газикаловић  |       |
| Слободан Јунаковић |       |
| Арса Милошевић     |       |
| Бранко Перак       |       |